# 赫勒爾德港 (馬里蘭州)
赫勒爾德港（英語：Herald Harbor）是位於美國馬里蘭州安妮阿倫德爾縣的一個普查規定居民點。

## 人口
根據2020年美國人口普查的數據，赫勒爾德港的面積為6.36平方千米，當中陸地面積為4.35平方千米，而水域面積為2.01平方千米。當地共有人口2869人，而人口密度為每平方千米451.1人。